# عازل كهربائي ذو ثابت عزل عالي القيمة
في تقنية أشباه الموصلات، يعد العازل الكهربائي ذو ثابت عزل عالي القيمة مادة تحتوي على ثابت عزل أعلى من {\displaystyle {\varepsilon }_{\mathrm {r} }} لثاني أكسيد السيليكون التقليدي (  3.9= εr) أو أكسيد نيتريد السيليكون (εr < 6).
المصطلح «ذو ثابت عزل عالي القيمة» high-k حيث غالبًا ما يستخدم ثابت العزل {\displaystyle \kappa } (kappa)، وفي حالة عدم وجود هذا الرمز يشار إليه أيضًا بـ  k .

## أسباب استخدام عوازل ذات ثوابت عزل عالي القيمة

مقارنة بين مكدس طبقة البوابة التقليدية مع ثاني أكسيد السيليكون كعازل كهربائي وتشكيل طبقة بوابة مصنعة باستخدام تقنية البوابة المعدنية عالية k + (تمثيل مبسط). على الرغم من الطبقة العازلة السميكة ، فإن سعة البوابة أكبر 1.6 مرة ، مما يخفض من جهد العتبة.

من أجل تحسين خصائص الدوائر المتكاملة، على سبيل المثال لتقليل استهلاك الطاقة للدوائر والمخزنات المتكاملة على نطاق واسع أو لتحقيق سرعات تحويل أعلى، يتم تصغير الهياكل. بسبب التصغير التدريجي للمكونات الإلكترونية الدقيقة، تصل صناعة أشباه الموصلات بشكل متزايد إلى حدودها المادية وتواجه تيارات تسرب أعلى بسبب التأثيرات الميكانيكية الكمومية. وبالتالي، يزداد تيار النفق مع انخفاض سماكة عازل البوابة إلى أقل من 2  نانومتر. تعتبر السعات الكبيرة (لتخزين الحالة بين دورات التحديث) مع التيارات منخفضة التسرب (فقدان الطاقة) مهمة بشكل خاص لإنتاج الذاكرة. السعة {\displaystyle C} من مكثف لوحة بسيط، على سبيل المثال، تقدر بــ:
{\displaystyle C={\frac {\varepsilon _{0}\varepsilon _{\mathrm {r} }A}{d}}.}
حيث {\displaystyle d} المسافة بين الطبقات، {\displaystyle A} مساحة لوحات المكثف، {\displaystyle {\varepsilon }_{0}} سماحية الفراغ وثابت المادة {\displaystyle {\varepsilon }_{\mathrm {r} }} السماحية النسبية لطبقة العزل.
وفقًا لذلك، من خلال استخدام مواد عالية الجودة (كبيرة {\displaystyle {\varepsilon }_{\mathrm {r} }}) يمكن زيادة سماكة الطبقة العازلة في هياكل أشباه الموصلات المعدنية (غالبًا ما تسمى MOS بسبب SiO 2) بينما تظل السعة كما هي، مما يقلل بشكل كبير من تيارات التسرب من خلال العازل السميك. لغرض المقارنة، غالبًا ما يتم دمج الخصائص (السعوية) لهذه الطبقات في مقدار واحد، equivalent oxide thickness (EOT) «طبقة أكسيد مكافئة».
على النقيض من ذلك، توجد عوازل كهربائية ذات ثابت عزل منخفض القيمة، تُستخدم بين الوصلات البينية وتقليل السعات الطفيلية الناتجة بفضل ثابت العزل الكهربائي المنخفض.

## المواد
| المادة        | {\displaystyle \varepsilon _{\mathrm {r} }} | مسافة بين الطبقات بوحدة إلكترون فولت | الهيكل البلوري                         |
| ------------- | ------------------------------------------- | ------------------------------------ | -------------------------------------- |
| SiO الحراري 2 | 3.9                                         | 8.9                                  | زجاجي                                  |
| Si3N4 _       | 7                                           | 5.1                                  | زجاجي                                  |
| Al2O3 _       | 9                                           | 8.7                                  | زجاجي، غير بلوري                       |
| Y2O3 _        | 15                                          | 5.6                                  | مكعب                                   |
| ZrO 2         | 25                                          | 7.8                                  | مستطيل رباعي أو . مكعب                 |
| HfO 2         | 25                                          | 5.7                                  | مستطيل رباعي أو مكعب                   |
| La2O3 _       | 30                                          | 4.3                                  | نظام بلوري سداسي، مكعب                 |
| Ta2O5 _       | 26                                          | 4.5                                  | نظام بلوري رباعي مائل                  |
| تيو 2         | 80                                          | 3.5                                  | نظام بلوري رباعي (مثل روتيل أو أناتاس) |

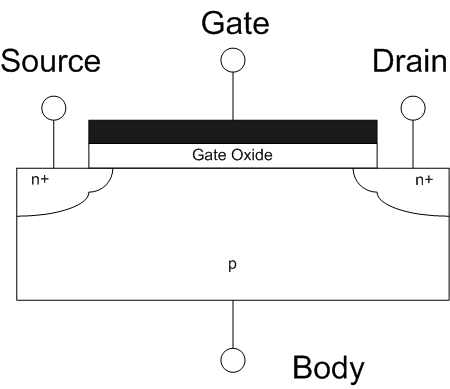
مقطع لـترانزسيستور n-channel MOSFET يبين بوابة من عازل كهربائي أكسيدية.

يتم تجريب أنظمة المواد المختلفة، مثل أكاسيد المعادن غير المتبلورة (على سبيل المثال  Al2O3، Ta2O5  [الإنجليزية])، المعادن الانتقالية (على سبيل المثال B. HfO2 ، ZrO2) وأكاسيد مختلطة من سيليكات الهافنيوم وسيليكات الزركونيوم. توفر تيتانات السترونشيوم وتيتانات الباريوم أيضًا سماحية أعلى. كما يتم تجريب أكاسيد بلورية للأتربة النادرة (على سبيل المثال B. Pr 2 O 3 و Gd 2 O 3 و Y 2 O 3) التي تسمح بنمو متطابق للشبكة البلورية وبالتالي تشكل مساحة بينية مثالية (ذات عدد قليل جدًا من عيوب الشبكة) بين أشباه الموصلات والعازل.

## الطلاء
يمكن استخدام كل من العمليات الفيزيائية (PVD) وترسيب البخار الكيميائي (CVD) لإنتاج طبقات رقيقة. يمكن استخدام ترسيب الطبقة الذرية، على سبيل المثال، لطبقات رقيقة جدًا في نطاق سمك يبلغ بضعة نانومترات. كما هو الحال مع جميع عمليات الطلاء الأخرى، يتم تحديد شروط الترسيب أولاً بشكل تجريبي أثناء تطوير العملية من خلال تغيير بيانات النظام (الضغط، وتدفقات الغاز، والغازات الأولية، وما إلى ذلك) على نظام الإنتاج المعني ثم تحسينها في تصميم تجريبي إحصائي للإنتاج. تكون معلمات العملية المحددة بهذه الطريقة خاصة بالمصنع ونادرًا ما يمكن نقلها بشكل عام إلى مصانع أخرى؛ نظرًا للطلبات العالية جدًا على عملية الطلاء أو الطبقة، غالبًا ما ينطبق هذا أيضًا على أنظمة من نفس البناء. في البحث، تتم إضافة ما يسمى بفحص المواد لتطوير العملية وتحسينها، حيث يتم فحص ترسب الطبقة المرغوبة فيما يتعلق بغازات البداية المستخدمة (في عمليات CVD).
تعتبر المادة الأولية لجميع الأكاسيد المذكورة أعلاه والأكاسيد المختلطة معقدات معروفة من «المعادن» ذات الصلة التي يسهل إنتاجها نسبيًا في ظل ظروف لاهوائية صارمة. الشرط المهم لاستخدام المعقدات في إنتاج أشباه الموصلات هو ضغط بخار كافٍ للمركب عند درجة حرارة معتدلة (حوالي 300-600 درجة مئوية). يفضل عادة مواد السلائف السائلة في درجة حرارة الغرفة. في بعض الحالات يستخدم   HfCl 4 لترسيب HfO 2  ، ولكن تستخدم أيضًا مواد صلبة ذات ضغط تسامي مرتفع بدرجة كافية.
يتم توفير المواد الأساسية لفصل الأكسيد من قبل شركات الكيماويات الدقيقة المتخصصة أو من قبل الشركات المصنعة للمحفزات للتخليق العضوي أو إنتاج البلاستيك (على سبيل المثال إنتاج محفزات Ziegler-Natta). عادة ما تحصل صناعة أشباه الموصلات على الكميات الصغيرة التي تحتاجها من تجارة الكيماويات المختبرية أو من الموردين المتعاملين معها. مستوى سعر المركبات يكون مرتفعا أو مرتفعا جدا.

## المؤلفات
- . DOI:10.1063/1.1361065. {{استشهاد بكتاب}}: الوسيط |title= غير موجود أو فارغ (مساعدة)
- . DOI:10.1088/0034-4885/69/2/R02. {{استشهاد بكتاب}}: الوسيط |title= غير موجود أو فارغ (مساعدة)
- Samares Kar et al. (Hrsg.): Physics and Technology of High-K Gate Dielectrics (mehrere Bände). The Electrochemical Society, 2003–2008.

## روابط إنترنت
- www.intel.com : "High-k and Metal Gate Research" - موقع إنتل لتقنية النانو مع العديد من المقالات عالية الجودة.)